# FC Dallas
FC Dallas este o echipă de fotbal din Statele Unite ale Americii. Echipa a fost înființată pe data de 6 iunie 1995.

## Palmares
- Major League Soccer:
  - Locul (1): 2006
- US Open Cup:
  - Câștigătoare (1): 1997
  - Locul 2 (2): 2005, 2007

## Lot
| Nr. |                            | Poziție | Jucător                                      |
| --- | -------------------------- | ------- | -------------------------------------------- |
| 2   | Statele Unite ale Americii | F       | Daniel Hernández                             |
| 3   | Statele Unite ale Americii | F       | Ugo Ihemelu                                  |
| 4   | Costa Rica                 | F       | Daniel Torres                                |
| 5   | Columbia                   | F       | Jair Benítez (on loan from Deportivo Cali)   |
| 6   | Argentina                  | M       | Pablo Ricchetti                              |
| 7   | Țările de Jos              | M       | Dave van den Bergh                           |
| 8   | Brazilia                   | M       | Bruno Guarda                                 |
| 9   | Statele Unite ale Americii | A       | Jeff Cunningham                              |
| 10  | Columbia                   | A       | David Ferreira (on loan from At. Paranaense) |
| 11  | Brazilia                   | M       | André Rocha (on loan from At. Paranaense)    |
| 12  | Statele Unite ale Americii | M       | Eric Avila                                   |
| 13  | Statele Unite ale Americii | M       | Dax McCarty                                  |
| 14  | Statele Unite ale Americii | M       | George John                                  |

| Nr. |                            | Poziție | Jucător                               |
| --- | -------------------------- | ------- | ------------------------------------- |
| 15  | Statele Unite ale Americii | F       | Kyle Davies                           |
| 17  | Honduras                   | M       | Marvin Chávez (on loan from Marathón) |
| 18  | Statele Unite ale Americii | A       | Perica Marošević                      |
| 19  | Statele Unite ale Americii | F       | Blake Wagner                          |
| 20  | Statele Unite ale Americii | A       | Brek Shea                             |
| 21  | Mexic                      | M       | Bryan Leyva                           |
| 22  | Statele Unite ale Americii | P       | Josh Lambo                            |
| 24  | Statele Unite ale Americii | F       | Heath Pearce                          |
| 25  | Statele Unite ale Americii | F       | Steve Purdy                           |
| 26  | Statele Unite ale Americii | F       | Anthony Wallace                       |
| 30  | Statele Unite ale Americii | P       | Ray Burse                             |
| 44  | Argentina                  | P       | Darío Sala (căpitan)                  |